# Silbo Gomero

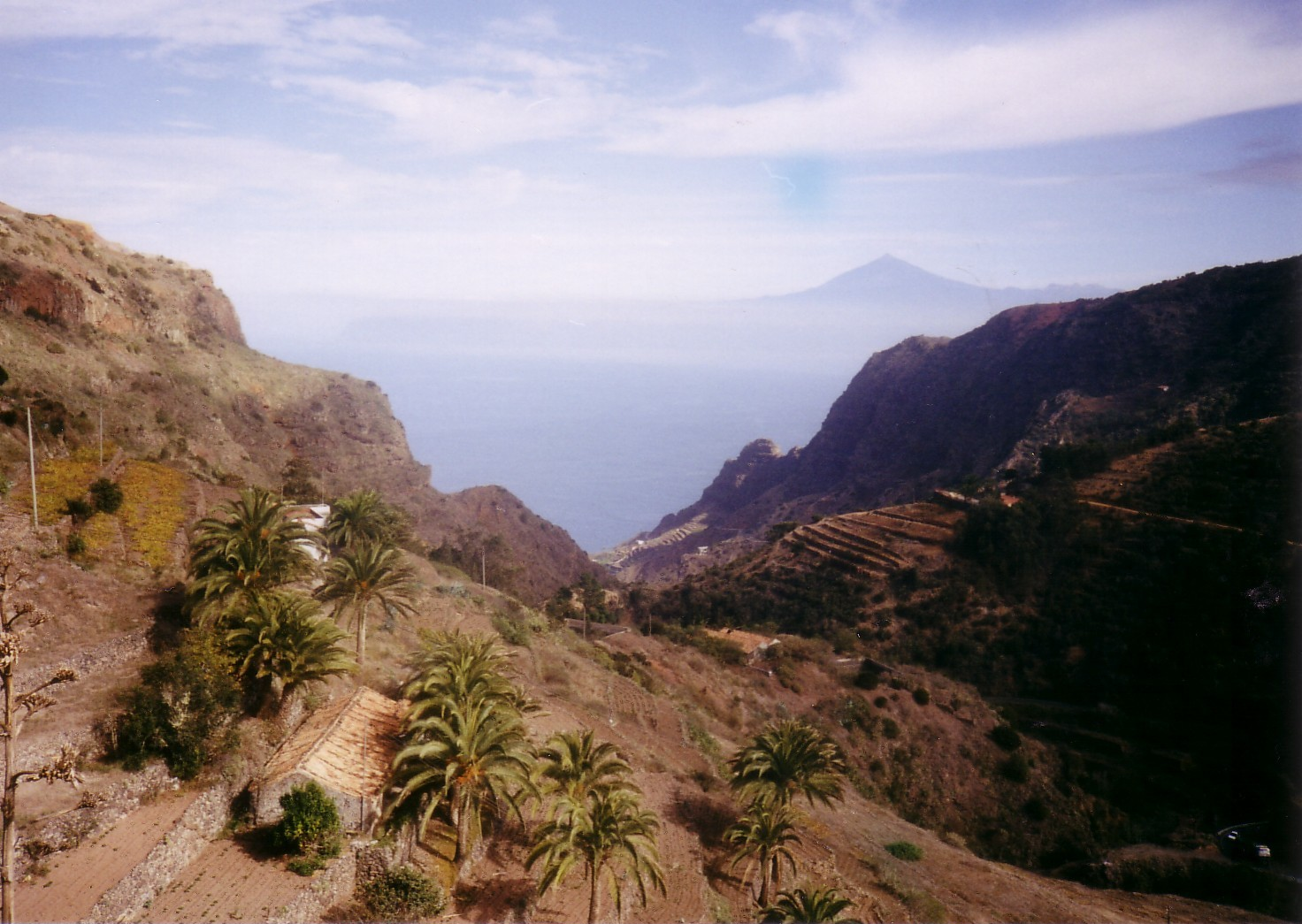
Vales estreitos de la Gomera.

Silbo gomero (ˈsilβo ɣoˈmeɾo, 'assobio gomero'), também chamado el silbo ('o assobio'), é uma linguagem assobiada falada pelos habitantes de La Gomera nas Ilhas Canárias para comunicação ao longo das íngremes ravinas e dos estreitos vales (voçorocas existentes por toda a ilha. Um falante de silbo gomero é por vezes chamado pelos espanhóis de silbador ('assobiador'). Esse modo de expressão foi declarado como Patrimônio Oral e Imaterial da Humanidade pela UNESCO em 2009.

## História
Pouco se sabe sobre a língua guanche e sobre outras línguas originais das Canárias, embora se considere que tais línguas deveriam ter uma fonologia muito simples para permitir que as mesmas pudessem ser expressas de forma eficaz por assovios. Essa expressão linguística teria sido criada antes da chegada de outros à ilha La Gomera pelos seus habitantes originais, os Guanches. Foi também usada em el Hierro, Tenerife e Gran Canaria, sendo adaptada para a língua espanhola pelos últimos Guanches e adotada onde floresceu no século XIX. Quando esse meio de comunicação tão único estava por se extinguir já no final do século XX, o governo local fez com que as crianças gomeranas aprendessem a língua assoviada.  Antes desse momento, a língua somente sobrevivia devido à particular topografia do terreno e pela facilidade em ser aprendida pelos nativos. Agora, sua proteção é oficial como um patrimônio cultural intangível.

## Funções
Tal como acontece com outras formas assobiados de línguas não tonais, o silbo funciona retendo aproximadamente a articulação da fala comum, de modo que "as variações de timbre da fala aparecem sob a forma de variações de afinação " (Busnel and Classe: v). A linguagem é uma forma assobiada de um dialeto do espanhol.
Manuel Carreiras da Universidade de La Laguna e David Corina da Universidade de Washington pesquisa sobre o silbo publicada em 2004 e 2005, argumentando que silbo é compreendido cérebro de uma forma muito similar à compreensão de uma língua falada. o estudo feito com falantes da língua espanhola (alguns dos quais "falavam" silbo e outros não) mostrou pelo monitoramento da atividade cerebral com ressonância magnética  funcional que, enquanto os não falantes de silbo processavam o silbo meramente como simples assovios, falantes usuais do silbo processavam os mesmos sons em regiões do cérebro usadas também para processar palavras e frases do espanhol.

### Vogais
Ramón Trujillo da Universidade de La Laguna publicou seu livro "EL SILBO GOMERO análisis lingüístico" em 1978. Este trabalho contém quase uma centena de espectrogramas fonéticos e confirma a teoria de que existam apenas duas vogais e quatro consoantes na língua silbo gomero . No trabalho de Trujillo as vogais do silbo são informadas em qualidade, tom alto ou baixo. No entanto, o trabalho de Julien Meyer (2005 (pg 100), 2008) dá uma análise estatística das vogais de silbo e mostra que existem quatro dessas estatisticamente distintas quando produzidas e que são assim consideradas. Também em 2005, Annie Rialland da Universidade de Paris III (Npova Sorbonne publicou uma análise acústica e fonológica do silbo baseada  em novos materiais, mostrando que não só tons “deslizantes”, mas também modulações de intensidade têm seu papel para distinguir os diferentes sons assobiados.
A colaboração de Trujillo de  2005 com o assobiador Gomeranoa Isidro Ortiz e outros  revisou suas assertivas mais antigas para estabelecer que são quatro as vogais perceptíveis ( pg 63 ref. cit.), e descreve em detalhes as áreas de divergência entre os dados empíricos e hipóteses fonéticas. Apesar de em seu trabalho de 2005 Trujillo reconhecer a existência de quatro vogais, sua obra bilíngue 2006 ("El Silbo Gomero. Nuevo estudio fonológico") inexplicavelmente reitera sua teoria de duas vogais apresentada em 1978. O trabalho de Trujillo de 2006 aborda diretamente muitas das conclusões de Rialland, mas parece que quando foi escrita, ele ainda não tinha conhecimento do trabalho de Meyer.
Meyer sugere que existem quatro classes de vogal /i/, /e/, /a/, /u, o/. No entanto Meyer continuou a dizer que eram 5 vogais percebidos com sobreposição significativa. Rialland (2005) e Trujillo (1978) concordam que os harmônicos do silvo (assovio)correspondem à segunda formação das vogais faladas. Os /a/'s falados (F2) e os /a/'s assobiados (H) apresentam a mesma frequência (14.80& Hz). No entanto, há uma desconexão entre harmônicos e formantes junto aos pontos de menor frequência. Discurso falado tem uma ampla gama de frequências F2 (790 Hz até 2300 Hz), assobios se limitando a 12,008 Hz a 24,008 Hz. As vogais são, portanto, deslocadas para cima na seu ponto mais baixos (mantendo os  1480 Hz para /a/) criando uma confusão com /o/ (falado F2  freq.  890 Hz, assobiado  <1300 Hz) e com /u/ (falado  790 Hz, assobiado  <<1300 Hz). Quando ser assobia, o ponto mais baixo da frequência deve crescer para um assobio na mínima harmônica de 1000 Hz de frequência, com isso reduzindo o espaçamento entre as vogais, o que aumenta a dificuldade de identificação nas vogais mais baixas.baixas.

### Consoantes
Trujillo (1978) sugeriu que as consoantes são ou elevações ou depressões na "linha melódica" dos assobios que podem ser quebrados ou continuados. Outras investigações por Meyer, e por Rialland sugerem que as vogais são como que retiradas da sua  classe inerente classe de sons ao serem comunicadas por assobios dos seguintes modos: som (/k/ vs /ɡ/) é transmitido prelo recurso de continuidade.; idade. Uma pausa silenciosa no assobio comunica som ( / ɡ /), enquanto uma consoante contínua dá uma qualidade vocal (/k/). Presença de consoante (dental, palatal, fricativa) é transmitida em assobio pela locação (“locus”)  das transições das formações entre vogais. Classes de consoantes são simplificadas em quatro classes. Locus extras altos (quase loci formantes verticais) denotam africadas e estridentes, o aumento dos “loci” denota alveolar, medial (“loci” pouco acima do formante vogal) denota palatal, e decaindo (baixo “loci”) denota faringeal, labial e fricativa. Isso dá oito consoantes assobiadas, mas se for incluído um tom em decadência gradual (intensidade decaindo) como na característica de sons contínuos e separados, teremos  10 consoantes. Nestas situações, a decadência progressiva é dada com + vocal, e contínuo é dada com + liquidez.